# Xã Tobin, Quận Davison, Nam Dakota
Xã Tobin (tiếng Anh: Tobin Township) là một xã thuộc quận Davison, tiểu bang Nam Dakota, Hoa Kỳ. Năm 2010, dân số của xã này là 125 người.